# Schnappschussfotografie

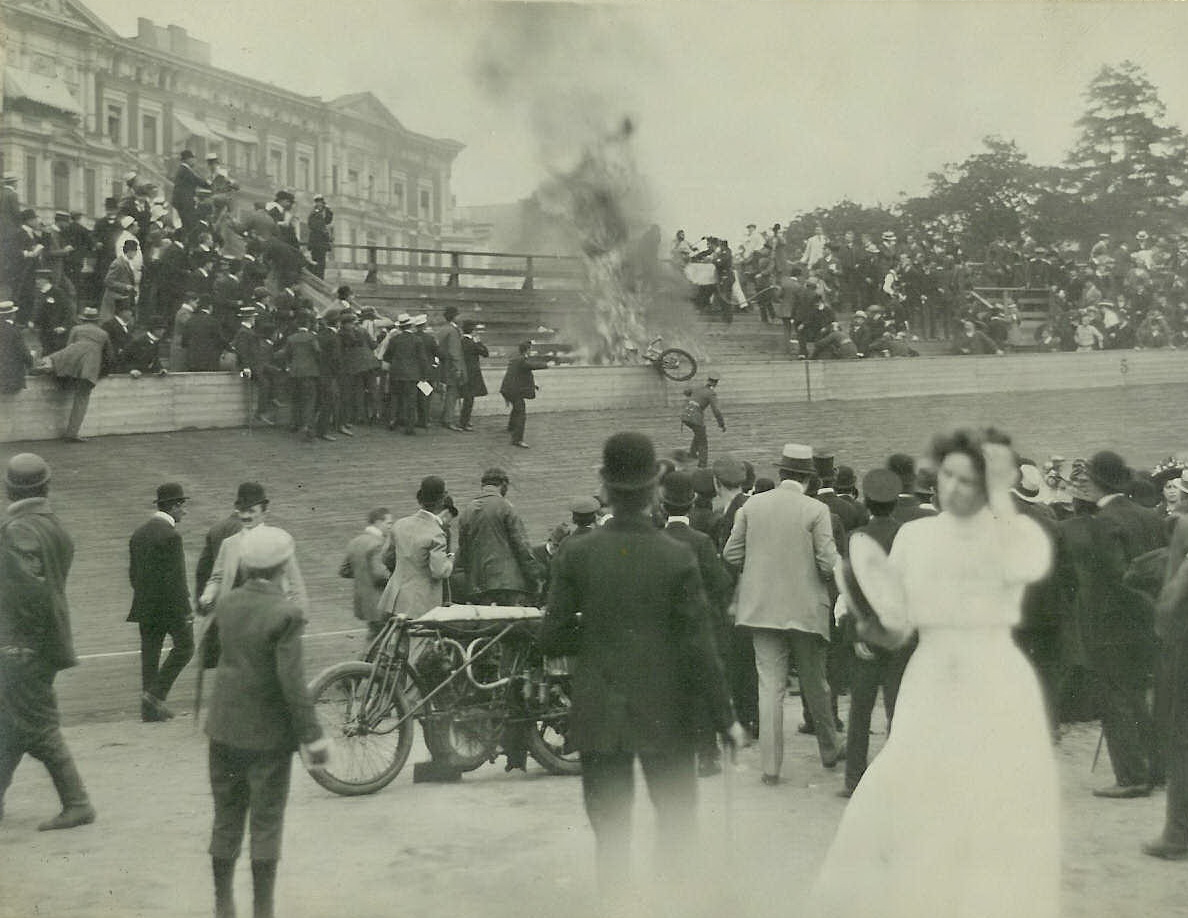
Für 1909 ungewöhnlicher Schnappschuss der Rennbahnkatastrophe von Berlin

Der Begriff der Schnappschussfotografie bezieht sich in der Fotografie auf eine weite Palette von Arbeiten, die sich mit der Darstellung von Motiven ohne gesondertes vorheriges Arrangement sowie mit offensichtlicher Spontaneität auseinandersetzen.

Das Gegenteil der Schnappschussfotografie ist die fotografische Inszenierung.

## Wurzeln in der Amateurfotografie
Mit der Einführung einfacherer Kameras und dem Entstehen der industriellen Filmherstellung und -entwicklung am Ende des 19. Jahrhunderts (siehe Kodak und Kodak Nr. 1) konnten weite Kreise der Bevölkerung ohne besondere Vorbildung fotografisch arbeiten. Seit damals entsteht eine große Anzahl von Bildern, die das Leben im Alltag, zu Hause und im Urlaub dokumentieren (siehe auch Reisefotografie). Dieser Trend wird durch die Digitalfotografie und ihr Eindringen als permanenter Begleiter im Alltag (z. B. durch die Miniaturisierung der Kameras und ihre Integration in die immer mitgeführten Mobiltelefone/Handy-Kameras) verstärkt. Der Großteil dieser Aufnahmen wird nur für den Eigengebrauch erstellt.

## Fotografie des Öffentlichen Raumes
Im englischen Sprachraum wurde das Genre der Fotografie des öffentlichen Raumes (Straßenfotografie, englisch: street photography) bekannt. Der Fotograf stellt damit seine Sicht der Welt dar (vergleiche auch Fotojournalismus). Oft bedient sich der Fotograf auch dabei einer Ästhetik des Schnappschusses.

## Lomografie und digitale Techniken
Am Ende des 20. Jahrhunderts wurde der Schnappschuss auch die treibende Kraft der Lomografie. Der weitgehende Verzicht auf die Belastung der technischen Perfektion ermöglichte spontanes Reagieren. Die mit der Lomografie modern gewordenen und akzeptierten Techniken werden zunehmend auch mit den digitalen Kameras aufgegriffen und mit Videos und Tonaufnahmen verquickt.

## Rechtliche Rahmenbedingungen
Die Persönlichkeitsrechte der Abgelichteten und das Urheberrecht sind zu wahren. Zu beachten sind die Bestimmungen in §§ 1 bis 72 UrheberrechtsG, §§ 22 bis 50 Gesetz betreffend das Urheberrecht an Werken der bildenden Künste und der Photographie und § 201a StGB (Verletzung des höchstpersönlichen Lebensbereichs durch Bildaufnahmen).

## Namhafte Schnappschuss-Fotografen
- Diane Arbus (1923–1971)
- Eugène Atget (1857–1927)
- Richard Billingham (* 1970)
- Brassaï (Gyula Halász) (1899–1984)
- Henri Cartier-Bresson (1908–2004)
- Bill Cunningham (1929–2016)
- William Eggleston (* 1939)
- Walker Evans (1903–1975)
- Arthur Fellig (1899–1968)
- Robert Frank (1924–2019)
- Lee Friedlander (* 1934)
- Nan Goldin (* 1953)
- William Klein (1928–2022)
- Martin Langer (1956–2022)
- Martin Parr (* 1952)
- Wolfgang Tillmans (* 1968)
- Garry Winogrand (1928–1984)